# Filip 5. af Makedonien
Filip 5. af Makedonien (græsk: Φίλιππος, transskription: Philippos; 238–179 f.Kr.) var konge af det antikke græske kongerige Makedonien fra 221 til 179 f.Kr. Filips regeringstid var primært præget af Forbundskrigen i Grækenland (220-217 f.Kr.) og en efterfølgende kamp med den fremvoksende magt, den Romerske Republik. Han ledte Makedonien mod Rom i den Første Makedonske Krig (212-205 f.Kr.) og Anden Makedonske Krig (200-196 f.Kr.). Selvom han tabte den sidste, allierede Filip sig senere med Rom mod Antiokus 3. i den Romersk-Seleukidiske Krig. Han døde i 179 f.Kr. af sygdom efter bestræbelser på at genoprette Makedoniens militære og økonomiske tilstand og overlod tronen til sin ældste søn, Perseus af Makedonien.

## Tidlige liv
Filip var søn af Demetrius 2. af Makedonien og enten Phthia af Makedonien eller Chryseis. Filip var ni år gammel, da hans far døde i 229 f.Kr. Hans ældre halvsøster på faderens side var Apama 3. Filips grandonkel, Antigonus 3. Doson, administrerede kongeriget som regent og derefter som konge indtil sin død i 221 f.Kr., da Filip var sytten år gammel.
Filip var attraktiv og karismatisk som ung mand. En dristig og modig kriger, som blev sammenlignet med Alexander den Store, og der efterlignede Filip 2. og siges af Polybios at være blevet en universel elskling blandt grækerne (κοινός τις...ἐρώμενος...τῶν Ἑλλήνων; Plb. 7.8.11) på grund af sin velvillige opførsel over for dem. Han havde et nært forhold til Aratos af Sikyon, som indtil 213 f.Kr. havde en prestigefyldt position ved hans hof.